# Радмила Лиздек
Радмила Лиздек (Невесиње, 1. фебруар 1970) је српска академска сликарка и доцент на Академији ликовних умјетности Универзитета у Источном Сарајеву у Требињу.

## Биографија
Дипломирала је 2001. на Академији ликовних умјетности у Требињу, у класи професора Милорада Ћоровића.
Мастер-студије завршила је 2007. на Академији уметности у Новом Саду, у класи Милана Сташевића. Докторску тезу Топографија културне различитости. Амбијенталне цјелине у функцији свједочења о животу који ишчезава, под менторством проф. Биљане Велиновић, одбранила je 2023. на Факултету савремених умјетности у Београду. На Академији ликовних умјетности у Требињу бирана је за вишег асистента 2018. и доцента 2021. године. Изводи наставу на предметима Аналитичко цртање и Аналитичко сликање. Излагала је на самосталним и колективним изложбама у земљи и иностранству. Организаторка је Међународне ликовне колоније „Ластва“, Требиње (2005–2022). Добитница је Награде Академије лепих уметности за видео-рад „Чекање“, Београд 2014; признања Златна значка Културно-просветне заједнице Србије, Београд 2018; прве награде Чукаричког салона за видео-рад „Нит“, Београд 2022. Члан је удружења умјетника Републике Српске и УЛУС-а.

## Важније изложбе
- „Слике“, Галерија УЛУС-а, Београд 2018;
- „Слике“, Prima Zentrum, Берлин 2019;
- „Тангенте“, Музеј Козаре, Приједор 2021;
- „Међупростори“, Галерија савремене ликовне уметности, Павиљон у Тврђави, Ниш 2021;[3]
- "Епидерме",Умјетничка галерија у Брчком, 2021.[4]
- „Живот“, Кућа легата, Београд 2022;[5]
- „Живот“, Легат Бате Михајловића, Културни центар Панчево, 2022.